# Seznam leteckých zkratek
Zkratek v oblasti leteckého provozu (jak civilního, vojenského, tak v oblasti všeobecného letectví – převážně sportovního) existují snad tisíce. Tento seznam ukazuje na některé nejběžnější, používané v mezinárodním civilním letectví v rámci ICAO.
| Zkratka   | Anglický přepis                                                                                                | Význam |
| --------- | --- | --- |
| A         | A… | pokud následují 4 číslice, jde o indikátor tlaku QNH v jednotkách inHg |
| A/C       | aircraft | letadlo; POZN.-a/c je obecná zkr. v angl.lit. |
| A/D       | aerodrome | letiště |
| A/C       | airplane | letoun |
| ABAS      | aircraft based augmentation system                                                                             | |
| ABT       | about | asi, kolem |
| AC        | altocumulus | altocumulus (druh oblačnosti) |
| ACFT      | aircraft | letadlo; POZN.-ACFT je zkr. pref. v ICAO a ÚCL |
| ACAS      | airborne collision avoidance system                                                                            | protisrážkový letadlový systém (na palubě letadla), též TCAS |
| AD        | aerodrome | letiště/letištní |
| AFIS      | Aerodrome Flight Information Service                                                                           | Letištní a Letová informační služba, také RADIO |
| AGL       | above ground level                                                                                             | výška nad zemí |
| AIC       | aeronautical information circular                                                                              | letecký informační oběžník |
| AIREP     | air-report | meteorologická zpráva z letadla |
| AIRMET    | information concerning en-route weather phenomena which may effect the safety of low-level aircraft operations | informace o meteorologických jevech na trati, které mohou ovlivnit bezpečnost letů v nízkých hladinách |
| AIS       | aeronautical information service                                                                               | LIS, letecká informační služba ŘLP |
| AMD       | amend/amended                                                                                                  | oprava/opravená (používá se k indikaci opravené meteorologické předpovědi) |
| AMIS      | automated meteorological information system                                                                    | automatizovaný meteorologický informační systém |
| AMS       | automated meteorological system                                                                                | automatizovaný systém |
| AMS       | airport monitoring system                                                                                      | letištní monitorovací systém |
| AMSL      | above mean sea level                                                                                           | nadmořská výška (výška nad střední hladinou moře) |
| APP       | approach | přiblížení |
| APU       | auxiliary power unit                                                                                           | pomocná motorová jednotka |
| ARP       | aerodrome (příp. airport) reference point                                                                      | vztažný bod letiště |
| AS        | altostratus | altostratus (druh oblačnosti) |
| AT        | at | v (předložka) |
| ATC       | air traffic control                                                                                            | řízení letového provozu |
| ATIS      | automatic terminal information service                                                                         | automatická informační služba v koncové řízené oblasti |
| ATS       | air traffic services                                                                                           | letové provozní služby |
| ATZ       | aerodrome traffic zone                                                                                         | letištní provozní zóna neřízeného letiště |
| AVBL      | available/availability                                                                                         | dostupný/k dispozici/dostupnost |
| AVG       | average | průměr |
| AWOS      | automated weather observation system                                                                           | automatizovaný meteorologický pozorovací systém |
| BA        | breaking action                                                                                                | brzdící účinek |
| BASE      | cloud base | základna oblačnosti |
| BCFG      | fog patches | pásy, chuchvalce mlhy |
| BECMG     | becoming | indikátor změny (ve zprávách METAR) |
| BKN       | broken (amount of clouds)                                                                                      | oblačno až skoro zataženo (množství oblačnosti) |
| BL        | blowing (in meteorology)                                                                                       | zvířený (v meteorologii; následuje DU=prach, SA=písek, SN=snow) |
| BLW       | below | pod (předložka) |
| BR        | mist | kouřmo |
| BTN       | between | mezi (předložka) |
| C         | centre (RWY identification)                                                                                    | střední (označení ranveje) |
| C/L       | center line | osa VPD (ranveje) |
| CAP       | combat air patrol                                                                                              | letecké hlídkování, či letecká hlídka |
| CAT       | clear air turbulence; ILS category x                                                                           | turbulence v čistém ovzduší; kategorie přístrojového přiblížení |
| CAVOK     | ceiling and visibility OK                                                                                      | kódové označení pro stav, kdy je dohlednost 10 km nebo více, žádná nízká oblačnost (pod 1500 m) nebo pod nejvyšší minimální sektorovou nadmořskou výškou (podle toho, která hodnota je vyšší), žádné cumulonimby ani věžovité cumuly v jakékoli výšce a žádné význačné meteorologické jevy, se místo skupin pro horizontální i dráhovou dohlednost, stav počasí a oblačnost uvádí označení CAVOK (oblačnost i dohlednost OK) |
| CB        | cumulonimbus                                                                                                   | cumulonimbus (druh oblačnosti) |
| CC        | cirrocumulus                                                                                                   | cirrocumulus (druh oblačnosti) |
| CC        | counter-clockwise                                                                                              | proti směru otáčení hodinových ručiček |
| CFO       | central forecasting office                                                                                     | centrální předpovědní pracoviště |
| CI        | cirrus | cirrus (druh oblačnosti) |
| CLD       | cloud | oblačnost |
| CLRD      | cleared RWY (decontaminated)                                                                                   | očištěná ranvej (např. od sněhu) |
| CPDLC     | controller pilot data link communications                                                                      | ovladač datového spoje komunikace pilota (součást FMS) |
| CNL       | cancel/cancelled                                                                                               | zrušit/zrušeno |
| COR       | correct/corrected/correction                                                                                   | správně/opraveno/oprava |
| COT       | at the coast                                                                                                   | na pobřeží |
| CS        | cirrostratus                                                                                                   | cirrostratus |
| CTA       | control area                                                                                                   | řízená oblast |
| CTR       | control zone                                                                                                   | řízený okrsek |
| CU        | cumulus | cumulus |
| CW        | clockwise | ve směru otáčení hodinových ručiček |
| D         | downward tendency of RVR values (in meteorology)                                                               | sestupná tendence hodnot dráhové dohlednosti |
| D-ATIS    | data link automatic terminal information service                                                               | automatická informační služba v koncové řízené oblasti datovým spojem |
| DA        | decision altitude                                                                                              | nadmořská výška rozhodnutí o pokračování na přistání při přesném přístrojovém přiblížení |
| DEG       | degree(s) | stupeň/stupně |
| DENEB     | fog dispersal operation                                                                                        | umělé rozpouštění mlhy |
| DER       | departure end of runway                                                                                        | odletový konec VPD (ranveje) |
| DME       | distance measuring equipment                                                                                   | měřič vzdálenosti |
| DH        | decision height (AGL)                                                                                          | výška rozhodnutí o pokračování na přistání při přesném přístrojovém přiblížení nad úrovní země (AGL) |
| DP        | dew point temperature                                                                                          | teplota rosného bodu |
| DR        | dead reckoning                                                                                                 | navigace výpočtem |
| DR        | low drifting (in meteorology)                                                                                  | nízko zvířený (v meteorologii; následuje DU=prach, SA=písek, SN=sníh) |
| DS        | duststorm | prachová bouře |
| DU        | widespread dust (in meteorology)                                                                               | rozsáhlý výskyt prachu (v meteorologii) |
| DZ        | drizzle | mrholení |
| E         | east | východ |
| EMBD      | embedded in layer (in meteorology)                                                                             | prorůstající vrstvou (v meteorologii; k indikaci CB maskovaných vrstevnatou oblačností, zákalem nebo kouřmem) |
| END       | stop-end (related to RVR)                                                                                      | konec ranveje (ve vztahu k RVR |
| EST       | estimate/estimated                                                                                             | předpokládat/předpoklad/předpokládaný |
| ETA       | estimated time of arrival                                                                                      | odhadovaný čas příletu |
| ETD/ETOD  | estimated time of departure                                                                                    | odhadovaný čas odletu |
| ETOPS     | extended-range twin operations                                                                                 | operace s prodlouženým doletem pro dvoumotorová letadla nad mořem |
| F/O       | first officer                                                                                                  | první důstojník, druhý pilot |
| FAF       | final approach fix                                                                                             | fix konečného přiblížení |
| FAP       | final approach point                                                                                           | bod konečného přiblížení |
| FBL       | light (to express intensity)                                                                                   | lehký (k vyjádření intenzity) |
| FBW       | Fly-by-wire | systém nahrazuje konvenční ovládání elektronickým |
| FC        | funnel cloud                                                                                                   | tromba (nálevkovitý oblak – tornádo nebo vodní smršť) |
| FCST      | forecast | předpověď/předpovídaný |
| FEW       | few (amount of clouds)                                                                                         | skoro jasno (množství oblačnosti) |
| FG        | fog | mlha |
| FIR       | flight information region                                                                                      | letová informační oblast |
| FL        | flight level                                                                                                   | letová hladina |
| FM        | from | od (předložka) |
| FMC       | flight management computer                                                                                     | letový řídicí počítač (na palubě letounu) |
| FMS       | flight management system                                                                                       | letový řídicí systém |
| FPM       | feet per minute                                                                                                | stopy za minutu |
| FPL       | flight plan | letový plán |
| FRG       | frequent | častý |
| FU        | smoke | kouř |
| FZ        | freezing/supercooled                                                                                           | namrzající/přechlazený |
| FZL LV    | freezing level                                                                                                 | výška nulové izotermy |
| FZRA      | freezing rain                                                                                                  | namrzající déšť nebo silná námraza vzniklá v důsledku namrzajícího deště |
| GA        | general aviation                                                                                               | civilní letectví |
| GAMET     | area forecast for low-level flights                                                                            | oblastní předpověď pro lety v nízkých hladinách |
| GBAS      | ground-based augmentation system                                                                               | |
| GND       | ground | země |
| GP        | glide path | sestupová rovina |
| GR        | hail | kroupy |
| GS        | ground speed                                                                                                   | rychlost vůči zemi |
| GS        | samll hails/snow pellets                                                                                       | malé kroupy/sněhové nebo námrazové krupky |
| H24       | 24hrs operation                                                                                                | nepřetržitá denní i noční služba |
| HL        | height loss | ztráta výšky |
| HR        | hour/hours/ | hodina/hodiny |
| HURCN     | huricane | tropická cyklóna |
| HVY       | heavy (to express intensity)                                                                                   | silný (k vyjádření intenzity) |
| HZ        | haze | zákal |
| IAF       | initial approach fix                                                                                           | fix počátečního přiblížení |
| IAS       | indicated airspeed                                                                                             | indikovaná vzdušná rychlost |
| IC        | ice crystals (diamond dust)                                                                                    | ledové jehličky/krystalky |
| ICAO      | International Civil Aviation Organisation                                                                      | mezinárodní organizace civilního letectví |
| ICE       | icing | námraza |
| IF        | initial fix | fix středního přiblížení |
| IFF       | identification friend or foe                                                                                   | identifikace vlastní–cizí |
| IFR       | instrument flight rules                                                                                        | pravidla pro let podle přístrojů |
| ILS       | instrument landing system                                                                                      | přístrojový přistávací systém (systém přesných přibližovacích majáků) |
| IM        | inner marker                                                                                                   | poslední polohové návěstidlo (MKR) před prahem RWY |
| IMC       | instrument meteorological conditions                                                                           | meteorologické podmínky pro let podle přístrojů |
| INTSF     | intensify/intensifying                                                                                         | sílit/sílící |
| INTST     | intensity | intenzita |
| IRVR      | instrument runway visual range                                                                                 | Dráhová dohlednost měřená automatizovanými přístroji |
| ISA       | international standard atmosphere                                                                              | mezinárodní standardní atmosféra (ideální konvenční model) |
| ISOL      | isolated | izolovaný/jednotlivý |
| JTST      | jet stream | jeat stream (tryskové proudění) |
| LAM       | local area model                                                                                               | meteorologický předpovědní model pro omezenou oblast |
| LAN       | inland | vnitrozemí |
| LAN       | local area network                                                                                             | místní počítačová síť |
| LAT       | latitude | zeměpisná délka |
| LDG       | landing | přistání |
| LF        | landing forecast                                                                                               | přistávací předpověď |
| LLZ       | localizer | kurzový maják ILS |
| LOC       | local/localy; localizer                                                                                        | místní/místně; lokalizér (naváděcí bod) |
| LOM       | locator outer marker                                                                                           | kombinace návěstidla OM a radiomajáku NDB |
| LONG      | longitude | zeměpisná šířka |
| LYR       | layer/layered                                                                                                  | vrstva/vrstevnatý (v meteorologii) |
| MAPt      | missed approach point                                                                                          | bod zahájení postupu nezdařeného přiblížení |
| MAR       | at the sea/maritime                                                                                            | na moři/mořský/přímořský |
| MBST      | microburst | microburst |
| MDA/H     | minimum descent altitude/height                                                                                | minimální výška pro klesání |
| MEL       | minimum equipment list                                                                                         | seznam minimálního vybavení |
| MMEL      | master minimum equipment list                                                                                  | |
| MET       | meteorology/meteorological                                                                                     | meteorologie/meteorologický |
| METAR     | aviation routine weather report                                                                                | Pravidelná letecká meteorologická zpráva |
| MI        | shallow (related to fog)                                                                                       | nízký (ve vztahu k mlze) |
| MKR       | marker | polohové návěstidlo |
| MM        | middle marker                                                                                                  | střední polohové návěstidlo |
| MNM       | minimum | minimum/minimální |
| MOC       | minimum obstacle clearance                                                                                     | minimální výška nad překážkami |
| MOD       | moderate (to express intensity)                                                                                | mírný (k vyjádření intenzity) |
| MON       | above mountains                                                                                                | nad pohořím |
| MOV       | move/moving/movement                                                                                           | pohybovat se/pohybující se/pohyb |
| MPS       | metres per second                                                                                              | metry za vteřinu |
| MSA       | minimum sector altitude                                                                                        | minimální sektorová výška |
| MSL       | mean sea level                                                                                                 | střední hladina moře |
| MT        | mountain | hora/pohoří |
| MTOW      | maximum take-off weight                                                                                        | maximální vzletová hmotnost |
| MTW       | mountain wave                                                                                                  | horská vlna |
| MWO       | meteorological watch office                                                                                    | meteorologická výstražná služba |
| NAT       | North Atlantic Tracks                                                                                          | letové cesty přes severní Atlantský oceán rozprostírající se od Západní Evropy k severovýchodu Severní Ameriky |
| NC        | no change | beze změny |
| NDB       | Non-Directional Beacon                                                                                         | nesměrový/všesměrový radiový maják |
| NIL       | none, N/A | žádný, nedostupný, nezjistitelný |
| NM        | nutical mile                                                                                                   | námořní míle |
| NOSIG     | no significant change                                                                                          | v následujících 120 minutách se neočekává význačná změna meteorlogických podmínek (používáno ve zprávách METAR) |
| NS        | nimbostratus                                                                                                   | nimbostratus |
| NSC       | no significant clouds                                                                                          | bez význačné oblačnosti |
| NSW       | nil significant weather                                                                                        | bez význačného počasí |
| OBS       | observe/observed/observation                                                                                   | pozorovat/pozorovaný/pozorování |
| OBSC      | obscured by haze or smoke                                                                                      | zastřen zákalem nebo kouřem nebo špatně viditelný ve tmě |
| OCA/H     | obstacle clearance altitude/height                                                                             | bezpečná (nadmořská) výška nad překážkami |
| OCNL      | occasional/occasionally                                                                                        | místní/místy |
| OM        | outer marker                                                                                                   | vnější polohové návěstidlo |
| OPMET     | operational meteorological information                                                                         | meteorologické informace sloužící k zabezpečení letového provozu (OPMET) |
| OTLK      | outlook | vyhlídka |
| OVC       | overcast (amount of clouds)                                                                                    | zataženo (množství oblačnosti) |
| PAR       | precision approach radar                                                                                       | přesný přibližovací radar |
| PDG       | procedure design gradient                                                                                      | návrhový gradient klesání |
| PIC       | pilot-in-command                                                                                               | velitel letadla, kapitán |
| PL        | ice pellets | zmrzlý déšť |
| PO        | dust/sand whirls (dust devils)                                                                                 | prachové/písečné víry |
| PR        | partial (covering part of AD)                                                                                  | částečně (pokrývající část letiště) |
| PROB      | probability | pravděpodobnost |
| PS        | plus | plus |
| PSN       | position | poloha |
| QFE       | — | Q-kód pro tlak vzduchu ve výšce A/D AMSL (nebo k THR AMSL) – barometrický výškoměr ukazuje 0, když je letadlo na zemi, nepoužívá se pro vertikální separaci |
| QNH       | question nil height                                                                                            | Q-kód pro tlak vzduchu přepočtený na hladinu moře – barometrický výškoměr ukazuje nadmořskou výšku letiště, když je letadlo na zemi |
| QNE       | question nil elevation                                                                                         | Q-kód univerzální tlak prepočtený na střední hladinu moře 1013,25hPa - barometrický výškoměr ukazuje nadmořskou výšku "Flight Level" |
| RA        | rain | déšť |
| RDH       | reference datum height                                                                                         | referenční výška ILS |
| REWX      | recent weather                                                                                                 | počasí vyskytující se v době od posledního pozorování, ale nikoli v době pozorování |
| RMK       | remark(s) | poznámka(y) |
| RNAV      | area navigation                                                                                                | prostorová navigace (vztahuje se na VOR navigaci mimo letové cesty) |
| RSR       | route surveillance radar                                                                                       | traťový přehledový radar |
| RVR       | runway visual range                                                                                            | dráhová dohlednost |
| RWY       | runway | VPD, vzletová a přistávací dráha |
| ŘLP       | (ATC) | řízení letového provozu |
| SA        | sand | písek/písečný |
| SBAS      | satellite based augmentation system                                                                            | |
| SC        | stratocumulus                                                                                                  | stratocumulus |
| SCT       | scattered (amount of clouds)                                                                                   | skoro jasno (množství oblačnosti) |
| SELCAL    | selective calling system                                                                                       | systém výběrového volání |
| SEV       | severe (to express intensity)                                                                                  | silný (vyjádření intenzity) |
| SFC       | surface | povrch/přízemní |
| SG        | snow grains | sněhová zrna |
| SH        | shower | přeháňka |
| SID       | standard instrument departure                                                                                  | standardní přístrojový odlet |
| SIGMET    | information concerning en-route weather phenomena which may effect safety of a/c                               | informace o meteorologických jevech na trati, které mohou ovlivnit bezpečnost letového provozu |
| SIGWX     | significant weather                                                                                            | význačné počasí |
| SKC       | sky clear | jasno |
| SLW       | slow/slowly | pomalý/pomalu |
| SM        | statute mile                                                                                                   | anglická statutární míle |
| SOC       | start of climb                                                                                                 | zahájení stoupání v postupu nezdařeného přiblížení |
| SOP       | — | svislá ocasní plocha |
| SN        | snow | sníh |
| SNOCLO    | AD closed due to snow on RWY                                                                                   | letiště uzavřeno v důsledku pokrytí RWY sněhem |
| SPECI     | aviation selected special weather report                                                                       | zvláštní letecká meteorologická zpráva (SPECI) |
| SQ        | squall | húlava |
| SQL       | squall line | squall line/čára instability |
| SS        | sandstorm | písečná bouře |
| SSR       | secondary surveillance radar                                                                                   | sekundární přehledový radar |
| SST       | supersonic transport                                                                                           | nadzvuková přeprava |
| ST        | stratus | stratus |
| STAR      | standard arrival route                                                                                         | standardní přístrojový přílet |
| STNR      | stationary | stacionární |
| SW        | significant weather (chart)                                                                                    | význačné počasí/mapa význačného počasí |
| SWH       | significant weather chart-high level                                                                           | mapa význačného počasí pro letové hladiny mezi FL250 a FL360 |
| SWL       | significant weather chart-low level                                                                            | mapa význačného počasí pro letové hladiny pod FL100 (v horských oblastech pod FL150) |
| SWM       | significant weather chart-medium level                                                                         | mapa význačného počasí pro letové hladiny mezi FL100 a FL250 |
| TAF       | terminal aerodrome forecast                                                                                    | letištní předpověď |
| TAS       | true airspeed                                                                                                  | pravá vzdušná rychlost |
| TC        | tropical cyclone                                                                                               | tropický cyklón |
| TCAC      | tropical cyclone advisory centre                                                                               | centrum pro vydávání informačních zpráv o tropických cyklónách |
| TCAS      | traffic collision avoidance system                                                                             | protisrážkový letadlový systém (na palubě letadla), též ACAS |
| TCU       | towering cumulus                                                                                               | konvektivní oblak se značným vertikálním vývojem (cumulus congestus) |
| TDZ       | touchdown zone                                                                                                 | dotyková zóna (část ranveje) |
| TEMPO     | temporary/temporarily                                                                                          | dočasný/dočasně |
| THR       | threshold | práh (část ranveje) |
| TKOF      | take-off | vzlet |
| TA/H      | transition altitude/height                                                                                     | převodní výška |
| TL        | (un)till | do/až do (předložka) |
| TL        | transition level                                                                                               | převodní hladina |
| TLD       | time-limited dispatch                                                                                          | časově omezená možnost provozu letadla v případě, že některé vybavení není funkční |
| TMA       | terminal control area                                                                                          | koncová řízená oblast |
| TOGA      | take-off/go around                                                                                             | vzletový výkon motorů |
| TOP       | cloud top | horní hranice oblačnosti |
| TP        | turning point                                                                                                  | bod točení v úseku nezdařeného přistání |
| TS        | thunderstorm                                                                                                   | bouřka (následuje RA=déšť, SN=sníh, PL=zmrzlý déšť, GR=kroupy, GS=malé kroupy, nebo kombinace uvedených jevů, např. TSRASN=bouřka s deštěm a sněhem) |
| TURB      | turbulence | turbulence |
| TWY       | taxiway | pojezdová dráha |
| TYPH      | typhoon | tajfun |
| U/S       | unserviceable                                                                                                  | mimo provoz |
| UAS       | Unmanned Aerial System                                                                                         | bezpilotní systém |
| UAV       | Unmanned Aerial Vehicle                                                                                        | bezpilotní letadlo |
| UIR       | upper flight information region                                                                                | horní letová informační oblast |
| UTC       | universal time coordinated                                                                                     | koordinovaný světový čas |
| VA        | volcanic ash                                                                                                   | vulkanický popel |
| VAAC      | volcanic ash advisory centre                                                                                   | centrum pro vydávání informačních zpráv o vulkanickém popelu |
| VAL       | in valleys | v údolích |
| VC        | in the vicinity of AD                                                                                          | v blízkosti letiště (ne na letišti, ale ne déle než přibližně v okruhu 8 km od letiště; následuje FG=mlha, FG=tornádo nebo vodní smršť, SH=přeháňka, PO=prachové/písečné víry, BLDU=zvířený prach, BLSA=zvířený písek nebo BLSN=zvířený sníh) |
| VER       | vertical | vertikální |
| VFR       | visual flight rules                                                                                            | pravidla pro let za viditelnosti |
| VIS       | visibility | dohlednost |
| VKV       | - | velmi krátké vlny |
| VOLMET    | meteorological information for a/c in flight                                                                   | rozhlasové vysílání MET informací letadlům za letu |
| VOP       | — | vodorovná ocasní plocha |
| VOR       | VHF Omnidirectional range                                                                                      | VKV všesměrový radiomaják |
| VPD       | (RWY) | vzletová a přistávací dráha |
| VRB       | variable | proměnlivý |
| VSP       | vertical speed                                                                                                 | vertikální rychlost |
| VV        | vertical visibility                                                                                            | vertikální dohlednost |
| WD        | wind direction                                                                                                 | směr větru |
| WDI       | wind direction indicator                                                                                       | ukazatel směru větru |
| WDSPR     | widespread | rozsáhlý |
| WKN       | weaken/weakening                                                                                               | slábnout/slábnoucí |
| WMO       | World meteorological organisation                                                                              | Světová meteorologická organizace (SMO) |
| WRNG      | warning | varování |
| WS        | windshear | střih větru |
| WS (WSPD) | wind speed | rychlost větru |
| WX        | weather | počasí |
| WX        | weather radar                                                                                                  | meteorologický radar |
| Z         | zulu | indikátor UTC |